# خوسيه ماريا بارغاس بيلا
خوسية ماريا بارغاس بيلا (بالإسبانية: Jose Maria Vargas Vila) كاتب وناشط سياسي ودبلوماسي، ولد في بوغوتا في 23 يوليو 1860، هو ابن ابولينار بارغاس بيلا بونييا. عُرف باسم خوسيه ماريا بارغاس بيلا وهو كاتب كولومبي الجنسية. وتوفي في برشلونة بإسبانيا في 25 مايو 1933.

## حياته
هو مثقف كولومبي ولد في منتصف القرن التاسع عشر. قد تميز بارغاس بيلا بأفكارة اليسارية الليبرالية والنقد المتلاحق لرجال الدين وللافكار المحافظة والسياسية الامبريالية للولايات المتحدة الأمريكية. معظم أفكارة كانت قريبة من الوجودية وكانت تأكد علي التحرر القريب من الفوضوية لدرجة انة اعلنها بنفسة. وأيضا دافع عن كل قضية لصالح الحرية أو تؤيد العدل للشعوب، وخاصة من أمريكا الاتينية دون الملاحظة في إذا كانت مشتركة معة بنفس الطريقة في التفكير.
في شبابة عمل كمعلم في ايباغوي وجواسكا وانولايما وبوغوتا، وأيضا شارك في الحرب الاهلية كجندي من القوات الليبرالية اليسارية لسانتوس أكوستا ودانيال هيرنانديز.
وبعد الهزيمة الليبرالية في عام 1899 لجأ الي لوس يانوس، وبعد ذلك انتقل الي المنفي في فنزويلا بسبب انتقادة لرئيس كولومبيا في ذلك العصر رافيل نونيز. في عام 1899 في كاركاس أسس وتوجة لمجلة أيكواندينو. وفي عام 1898 أسس مجلة المواد المقاومة للحرارة مع ديوخينس اريتا وخوان دي ديوس أوريبي.
هدد من قبل حكومة الرئيس الفنزويلي رايموندو أندويزا بالاسيو بمغادرة فنزويلا، فسافر الي نيويورك عام 1891 وعمل علي إنشاء صحيفة ألبروجريسو «التقدم». في هذة المدينة أصبح صديقا للكاتب والمستقل الكوبي خوسية مارتي. ثم أسس المجلة المصورة لأمريكا الاتينية حيث نشر العديد من القصص. وفي عام 1898 تم تعينة من قبل رئيس الإكوادور إيلوي ألفارو وزير مفوض من الإكوادور في روما، ويذكر رفضة الركوع امام البابا ليون الثالث عشر قائلا «لا اركع أمام أي بشر». وبسبب نشر روايتة أبو منجل عام 1900 ، تم طردة من قبل الفاتيكان وتلقي الخبر بسعادة.
في عام 1902 أسس مجلة «العدو» في نيويورك حيث انتقد حكومة رافائيل رييس الكولومبية وغيرها من الديكتاتوريات في أمريكا الاتينية كذلك فيما يتعلق بفرض الحكومة الأمريكية سيطرتها علي قناة بنما وتعديل بلات. في عام 1903 نشر لة أيضا في مجلة «قبل البرابرة 2» ما أجبر حكومة واشنطن لة بترك الولايات المتحدة الأمريكية.
في عام 1904 ، عين رئيس نيكاراغوا خوسية سانتوس زيلايا، بارغاس بيلا كممثل دبلوماسي في إسبانيا، بجانب أيضا الشاعر روبين داريو. كان الاثنين من أعضاء لجنة الحدود مع هندرواس من قبل ملك أسبانيا، الذي كان وسيطا في النزاع. لكن هذا العمل لم يدم طويلا حيث سرعان ماعاد الكولومبي لتحرير كتبة، وبعد الإقامة فترة قصيرة في باريس ومدريد أستقر في برشلونة حيث بدأ الاتفاق مع مؤسسة «سوبينا التحريرية» لنشر أعمالة كاملة.
أعطي روبين داريو لة بضع قصائد مثل "كليوبومبو وهيليوديمو" و "غرض الربيع" اثناء وجودة في إسبانيا، حيث عاش هناك حتي وفاتة، وقام بعدة جولات في العديد من بلدان أمريكا الاتينية حيث لاقي شعبية كبيرة. يشتبة بميولة الجنسية حيث شبهة فيرناندو بايخو في أعمال مختلفة مثل "ديسبارانكاديرو"، جيث صرح بشذوذ بارغاس بيلا، فقد علق قائلا " الصورة التي لدينا من بارغاس بيلا انة رجل فاسق لان رواياتة تمتليء بالشهوة للنساء. من المرجح ان يكون بارغاس بيلا مثلي. علي الرغم من أن الحالات الغرامية في غالبية أعماله هي حصرا بين الرجل والمرأة، عمل مثل "مذكراتة الشخصية" و "الغزو علي بيزنطة"، فهي تتناول مواضيع الشذوذ الجنسي صراحة، مما اثار الكثير من التكهنات حول حقيقة حياتة الجنسية.

## أعماله
كان بارغاس بيلا بينتمي للتيار المعاصر. تشير الصفة «بارغاسبيليسكو» إلى الأسلوب الأدبي الذي يميل إليه إلى أن يكون منمق وقطعي. هو يعتبر جنبا إلى جنب مع الكاتب الإكوادوري المولود في أمباتو، خوان مونتابلو، كأكبر (ناقد وساخر ومثقف ومستنير) في أمريكا اللاتينية. أعمال بيلا متعددة جدا وتصل إلى حوالي مئة عمل. في بعض الحالات فإنه ليس من السهل تحديد بدقة تاريخ النشر نظرا لوجود طبعات مزدوجة وحتي العديد من العناوين لنفس العمل. فيما يلي قائمة أولية لمعظم كتاباته. كتبت عنوان العمل والسنة التي تم النشر فيها. وتشير علامة الاستفهام الي تاريخ مشكوك فيه.
- الهالة أو البنفسج، 1887.
- باسيونارياس، ألبوم لوالدتي الميتة، 1887.
- إيما، ماراكايبو، 1888 (في منشور أدبي).
- الهالة أو البنفسج؛ إيما، غير قابل للأصلاح، 1889.
- غير قابل للأصلاح، 1889.
- الإلهية، 1892.
- زهرة الطين، 1895.
- أبومنجل، 1900.
- ساعة الشفق، 1900؟ .
- الفجر الأحمر، باريس 1901.
- الورود بعد الظهر، 1901.
- قبل البرابرة (الولايات المتحدة والحرب) اليانكي، هذا هو العدو ، نشرت في عام 1917 من قبل رامون سوبينا، وأعيد اصدارها مع تصحيحات وزيادة في عام 1918 من قبل سوبينا أيضا.
- رقائق من الرغوة، 1902.
- الالهة والبشر، 1904.
- البذور، باريس، 1906.
- أغنية من صفارات الإنذار في بحار التاريخ، 1906؟.
- القياصرة من الأنحطاط، 1907.
- طريق النصر، 1909.
- الجمهورية الرومانية، 1909.
- غزو بيزنطة، 1910.
- صوت الساعات، 1910.
- رجال وجرائم الكابيتول، 1910؟.
- ايقاع الحياة، وسائل للتفكير، 1911.
- بستان الملحد، مذكرات شخص وحيد، 1911.
- أبومنجل، رواية، طبعة كاملة، 1911؟.
- السياسة والتاريخ (صفحات مختارة)، 1912.
- الأمبراطورية الرومانية، 1912؟.
- قصائد سمفونية، 1913.